# Пятнистая пеламида
Пятнистая пеламида или индийская королевская макрель (лат. Scomberomorus guttatus) — вид рыб семейства скумбриевых. Обитают в тропических водах Индийского и в центрально-западной и северно-западной части Тихого океана между 38° с. ш. и 7° ю. ш. и между 49° в. д. и 134° з. д. Океанодромные рыбы, встречаются на глубине до 200 м. Максимальная длина тела 76 см. Ценная промысловая рыба. 

## Ареал
Пятнистая пеламида обитает в прибрежных водах Индийского и Тихого океанов, в Индо-Малайском архипелаге вплоть до островов Ява и Сулавеси, в южной части Японского моря, Персидском заливе. Попадаются в эстуариях рек. Эти пелагические неретические рыбы держатся на глубине от 15 до 200 м, обычно между 20 и 90 м. Совершают сезонные миграции, но в меньшей степени по сравнению с узкополосой макрелью.     

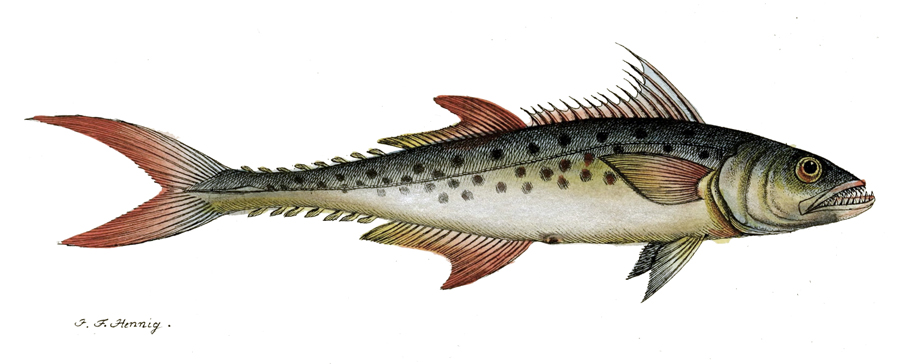
Старинное изображение пятнистой пеламиды

## Описание
У пятнистых пеламид удлинённое веретеновидное тело, тонкий хвостовой стебель с простым килем. Зубы ножевидной формы. Голова короткая. Длина рыла короче оставшейся длины головы. Имеются сошниковые и нёбные зубы. Верхнечелюстная кость не спрятана под предглазничную. 2 спинных плавника разделены небольшим промежутком. Боковая линия не волнистая, резко изгибается под вторым спинным плавником. Брюшные плавники маленькие.  Брюшной межплавниковый отросток маленький и раздвоенный. Зубы на языке отсутствуют. Плавательный пузырь отсутствует. Боковая линия имеет несколько ответвлений. Высота туловища меньше по сравнению с корейской макрелью, составляет 22,8—25,2 % от длины до развилки хвоста, против 24,4—26,7 %. Голова также крупнее — 20,2—21,5 % против 19,7—20,4 %. Количество жаберных тычинок на первой жаберной дуге 8—14. Позвонков 47—52. В первом спинном плавнике 15—18 колючих лучей, во втором спинном 18—24 и в анальном плавнике 19—23 мягких лучей. Позади второго спинного и анального плавников пролегает ряд из 7—10 более мелких плавничков, помогающих избегать образования водоворотов при быстром движении.  Небольшие грудные плавники образованы 20—23 лучами. Спина тёмная. Бока серебристые с несколькими рядами почти круглых пятен. Передняя половина первого спинного плавника окрашена в чёрный цвет, у основания в задней трети плавник белый. Второй спинной, грудные и хвостовой плавники тёмно-коричневые, брюшной и анальный серебристо-белые. Максимальная зарегистрированная длина 76 см.

## Биология
Эпипелагическая стайная рыба, держится в основном в прибрежных водах.  
Икрометание продолжительное. В Индийском океане у побережья Мадраса нерест происходит с июля по январь, а в Полкском проливе между Индией и Шри-Ланкой с апреля по июль. Икринки имеют диаметр около 1,2 мм,  желток несегментирован, жировая капля крупная. Предличинки имеют в длину 2,8 мм. За первый день жизни они вырастают до 4 мм. Плодовитость с возрастом растёт, колеблясь от 400000 икринок в возрасте 2 года до 2 миллионов в четырёхлетнем возрасте. Самцы и самки достигают половой зрелости при длине 48—52 см в возрасте 1—2 года. Продолжительность жизни оценивается в 16 лет.   
Пятнистая пеламида питается в основном мелкими рыбами, а также головоногими моллюсками и ракообразными.

## Взаимодействие с человеком
Объект местного промысла в Таиланде, Кампучии, Малайзии, Индии и Индонезии. Промысел ведётся дрифтерными сетями, на блёсны, троллами. Мясо белое, плотной консистенции, вкусное. Калорийность на 100 г 109 кКал, содержание белка 16 г, жира 7,5 г. Поступает на рынок в основном в свежем виде, а также в мороженом, копчёном и солёном виде. Небольшое количество замороженной пятнистой пеламиды поступает на рынки Европы и Северной Америки. Международный союз охраны природы присвоил виду охранный статус «Вызывающий наименьшие опасения».